# 茶山村
茶山村，又稱茶山部落或珈雅瑪部落，位於嘉義縣阿里山鄉，為一座原漢混居的聚落。茶山村以鄒族人口最多，佔約60%；布農族其次，約佔30%；漢族人數最少，約10%。
八八水災後，經由嘉邑行善團的協助下，最先完成三座聯外橋梁以及每戶村民均擁有高品質光纖網路。

## 文化
茶山村最知名文化景觀為隨處可見的涼亭（鄒語：hufu），每年11月「涼亭節」，常吸引許多外地民眾至此旅遊。
據聞涼亭節來自過去鄒族仍實行室內葬時，每當親人過世，遺體被暫放在家中烤火乾化的期間，生者會暫時在家外搭涼亭起居；另一說則是鄒族人為了避免飲酒做樂時吵到地下的親人，常在屋外蓋涼亭歡樂，成為該部落興建眾多涼亭的由來。

## 外部連結
- （繁體中文）茶山 （页面存档备份，存于），阿里山國家風景區，阿里山國家風景區管理處，2016-06-01查閱。
- （繁體中文）嘉義茶山村 沖瀑探峽谷走峭壁 （页面存档备份，存于），蘋果日報，2005-10-09，台灣蘋果日報，2016-06-01查閱。
- （繁體中文）茶山部落【Cayamavana】 （页面存档备份，存于），臺灣原住民族資訊資源網，原住民委員會，2016-06-01查閱。
- （繁體中文）茶山涼亭節 （页面存档备份，存于），嘉義縣文化觀光局企劃科，2015-07-29，嘉義縣文化觀光局，2016-06-01查閱。
- （繁體中文）〈第四章 茶山村〉，《原住民部落經濟發展之探討：以阿里山鄉茶山村和山美村為例》，p.21-p.38，林大為，2008年，政治大學行政管理碩士班。
- （繁體中文）〈第三章 茶山部落基本資料〉，《以環境可持續發展觀點檢視阿里山鄉茶山部落》，p.3-01-p.3-38，林柏助，2005年，東海大學建築學系。
- （繁體中文）〈阿里山鄉茶山村－生態部落公園〉，《農業經營管理會訊》（第35期），p.13-p.14，林梓聯，2003年，中國農業經營管理學會。
- （繁體中文）《阿里山鄉志》，王嵩山，2001年，嘉義縣阿里山鄉公所。